# Pivovár v Sojkově
Pivovár v Sojkově (littéralement en français Le Brasseur de Sojkov), est une pièce de théâtre écrite en 1823 par Jan Nepomuk Štěpánek.
Elle dépeint la campagne tchèque et offre un tableau pittoresque du paysage. Elle décrit les personnages traditionnels de la vie villageoise, les coutumes (comme la messe dominicale) et encourage le patriotisme, dans un langage vivant et familier.

## Résumé
Dans une petite ville où tout le monde se connaît et où les vies des habitants sont étroitement liées, Ojíř, propriétaire terrien, tombe amoureux de la jeune et dynamique Bětuška, fille du brasseur. Il est déterminé à tout faire pour l'épouser et prendre le contrôle des biens de la brasserie. Bětuška, bien sûr, rejette Ojíř de toutes ses forces : elle ne l'aime pas, il est trop vieux et agaçant (peut-être est-elle aussi amoureuse d'un autre), et son père, le brasseur Chmel, n'approuve pas ce mariage. Le propriétaire décide alors d'une méthode malhonnête pour contraindre Bětka et son père à se marier. Avec son fidèle assistant, le scribe Kakadubie, ils falsifient des documents et menacent Chmel de perdre son entreprise. Le seul moyen de sauver la propriété est que Bětuška épouse le propriétaire. Ni Ojíř ni Kakadubius ne sont populaires à la brasserie, mais les assistants jouent souvent des tours cruels au commis, au point qu'Ojíř doit le sortir de sa misère.
L'administrateur et le scribe dirigent une administration spéciale des affaires officielles, traitant quiconque apporte quelque chose de bon ou d'utile de leur ferme avec beaucoup plus de respect qu'ils ne le feraient avec une personne moins importante et riche du village. C'est une critique certaine de la bureaucratie, qui pense tout décider et agit en conséquence.
Après un long moment, Antonín Kudrna, le fils du meunier, revient de la guerre et souhaite épouser Bětuška, à laquelle il pensait avant son départ. Cependant, il ne vient pas seul : il est accompagné de son ami Ferdinand, qui se considère orphelin et souhaite révéler son véritable passé, probablement ancré dans la région. Entre-temps, Ferdinand envisage d'entrer au monastère. Les deux hommes rencontrent Bětuška, mais elle est déçue par le comportement d'Antonín à son égard. Le jeune homme ne manifeste aucune joie particulière à leurs retrouvailles et la jeune fille préfère son ami Ferdinand.
Antonín décrit la situation à Prague, où les Tchèques ont honte d'utiliser leur langue maternelle, le tchèque, et parlent principalement l'allemand. Il est vrai que l'allemand est devenu la langue officielle à cette époque et, surtout dans une ville comme Prague , un citoyen ordinaire ne peut se passer d'une connaissance minimale de l'allemand. Même les fonctionnaires disposent d'un tel pouvoir.
Antonín veut tout savoir de Kordula, la gouvernante du concierge, sur le fils disparu d'Ojíř, que tout le monde croit mort. Après la mort de sa mère Regina, le garçon s'est enfui et a disparu de la vue près d'un étang et il est supposé qu'il se soit noyé. La gouvernante retrouve les papiers de sa pupille et il devient peu à peu clair que le fils disparu est Ferdinand. Enfant, il s'est enfui à Prague, où des gens bienveillants l'ont recueilli, soigné et laissé étudier.
L'administrateur considère Antonín, qui doit succéder à son père comme nouveau meunier, comme un ennemi et une menace potentielle dans l'affaire de son mariage avec Bětuška. Il tente de rendre le retour et le séjour du jeune homme très désagréables. Il veut se débarrasser de lui et le faire emprisonner, et nourrit des intentions similaires à l'égard du brasseur Chmel, s'il refuse de lui donner Bětuška pour épouse.
La véritable origine de Ferdinand et sa relation avec Bětuška sont éclaircies. Antonín devient meunier, le brasseur obtient sa brasserie, et la nourrice et gouvernante Kordula est satisfaite d'avoir retrouvé sa pupille perdue. Ferdinand épouse Bětuška, amoureuse, et pardonne à son père (l'intendant Ojíř) la façon dont il l'a traité, lui et sa mère, et chacun peut vivre heureux pour toujours.

## Publication
- Pivovár v Sojkově, 1825 (lire en ligne).